# Hinderbanken
De Hinderbanken zijn een groep zandbanken grotendeels gelegen in het Belgische deel van de Noordzee. De zandbanken zijn zuidzuidwest-noordnoordoost georiënteerd, strekken zich elk uit over een twintigtal kilometer en verheffen zich 20 tot 30 m boven de omliggende zeebodem. Op de ondiepste plaatsen reiken de zandbanken tot een vijftal meter onder het laagwaterniveau.
De banken bestaan van west naar oost uit de Fairy Bank, de Westhinder, de Noordhinder, de Oosthinder en de Blighbank. Het meest westelijke deel van de Fairy Bank ligt in de Franse territoriale wateren. De Hinderbanken zijn, vanaf het continent gezien, de verst op zee gelegen uitgesproken zandbanken, zo'n 25 tot 60 km buiten de kust. 

## Naam
De herkomst van hun naam zou volgens de meest gesteunde etymologische verklaring dan ook teruggaan op het Engelse hinder in de betekenis van achteraan. Een alternatieve verklaring is dat de zandbanken letterlijk de scheepvaart hinderden.